# 孫怡 (三國)
孫怡（？—？），東州人，孫吳將領。

## 生平
景初二年（238年），曹睿命司馬懿討伐公孫淵。公孫淵聞魏軍來攻，向孫權求救。
赤烏二年（239年）三月，孫權派遣羊衜、鄭冑、孫怡率大軍到遼東，此時公孫淵已被司馬懿攻滅，眾將擊敗曹魏守將張持、高慮等人。俘獲大量人口。
赤烏四年（241年），吳太子孫登臨終上疏推舉之人才，孫怡在列其中。